# Terrestria
Terrestria là một chi rêu trong họ Dicranaceae.